# Hochschule Szolnok
Die Hochschule Szolnok (ungarisch Szolnoki Főiskola, kurz SZF) war eine staatliche Hochschule in der ungarischen Stadt Szolnok. Seit dem 1. August 2019 ist sie ein Teil der Universität Debrecen. Der Sitz der Einrichtung in Szolnok ist Tiszaligeti sétány 14.

## Geschichte
Die Hochschule Szolnok wurde 1993 aus zwei in der Stadt gelegenen wirtschaftswissenschaftlichen Schulen gegründet und umfasst heute außerdem technische und sozialwissenschaftliche Studiengänge mit Studienabschlüssen als Bachelor of Science und Master of Science. Direktorin der Hochschule war Éva Törzsök.
Am 1. Juli 2016 wurde die Hochschule an die Hochschule Debrecen assoziiert und firmierte unter dem Namen Pallasz Athéné Egyetem als Fakultät für Betriebswirtschaftslehre. Nach gut einem Jahr änderte sich der Name der Einrichtung am 1. August 2017 in Neumann János Egyetem. Seit dem 1. August 2019 firmiert die Einrichtung unter dem Namen Debreceni Egyetem Szolnok Campus.